# Caledonotrichia
Caledonotrichia is een geslacht van schietmotten uit de familie Hydroptilidae.

## Soorten
Deze lijst van 4 stuks is mogelijk niet compleet.
- C. charadra RW Kelley, 1989
- C. extensa RW Kelley, 1989
- C. illiesi JL Sykora, 1967
- C. minor JL Sykora, 1967